# Диизопропиловый эфир
Диизопропиловый эфир,  также изопропиловый эфир, 2-изопропоксипропан  — органическое соединение, простой алифатический эфир с формулой С6Н14О.

## Физические и химические свойства
Диизопропиловый эфир — бесцветная подвижная жидкость с характерным эфирным запахом. Смешивается с органическими растворителями. Растворимость в воде при н. у. составляет 0,94 %. Образует азеотропную смесь, содержащую 95,5 % эфира и кипящую при 62,2 °C.
Проявляет свойства типичных простых эфиров.

## Получение и применение
Диизопропиловый эфир получают непосредственно из пропилена и воды в присутствии серной кислоты — этерификация пропилена водой:
{\displaystyle {\mathsf {2CH_{3}CH{\text{=}}CH_{2}+H_{2}O\rightarrow (CH_{3})_{2}CH{\text{-}}O{\text{-}}CH(CH_{3})_{2}}}}
а также дегидратацией изопропилового спирта серной кислотой:
{\displaystyle {\mathsf {2(CH_{3})_{2}CH{\text{-}}OH\rightarrow (CH_{3})_{2}CH{\text{-}}O{\text{-}}CH(CH_{3})_{2}+H_{2}O}}}
Диизопропиловый эфир применяют в следующих целях:
- растворение животных жиров
- растворение растительных и минеральных масел
- растворение природных и синтетических смол
- депарафинизация смазочных масел
- экстракция для отделения урана от продуктов его деления[3]
- выделение уксусной кислоты из водных растворов
- повышение октанового числа бензинов (антидетонатор)

## Воздействие на человека
ПДК в воздухе рабочей зоны составляет 100 мг/м³ по ГОСТ 12.1.005-88, 500 ppm.
- При вдыхании паров вызывает кашель, сонливость, боли в горле, пострадавшего необходимо вывести на свежий воздух.
- При попадании на кожу вызывает покраснение и сухость, необходимо удалить загрязненную одежду, промыть кожу большим количеством воды. Повторный или длительный контакт с кожей может вызвать дерматит.
- При попадании в глаза вызывает покраснение, необходимо промыть глаза большим количеством воды в течение нескольких минут.

В любом случае после принятых мер необходимо обратиться за медицинской помощью.

## Опасность
Пары диизопропилового эфира тяжелее воздуха и могут стелиться по земле, возможно их возгорание на расстоянии. В результате вытекания, перемешивания и др. диизопропилового эфира могут образовываться электростатические заряды. Вещество легко образует взрывоопасные пероксиды, если не содержит стабилизаторов, и может взорваться при хранении. При испарении этого вещества при 20 °C очень быстро достигается опасная концентрация в атмосфере.
Вещество может оказывать действие на центральную нервную систему, вызывать помутнение сознания.